# 4515 Khrennikov
A 4515 Khrennikov (ideiglenes jelöléssel 1973 SD6) a Naprendszer kisbolygóövében található aszteroida. Nyikolaj Sztyepanovics Csernih fedezte fel 1973. szeptember 28-án.